# System Identyfikacji Materiałów Niebezpiecznych
System Identyfikacji Materiałów Niebezpiecznych (ang. Hazardous Materials Identification System, HMIS) – system oznakowania niebezpiecznych substancji chemicznych i ich mieszanin opracowany przez National Paint & Coatings Association (NPCA; obecnie American Coatings Association, ACA) w Stanach Zjednoczonych spełniający zalecenia OSHA Hazard Communication Standard (29 CFR 1910.1200) i stosowany czasem w kartach charakterystyki. HMIS jest znakiem towarowym ACA. Najnowszą wersją systemu jest wersja III.
Oznaczenie składa się z czterech pasków – niebieskiego (zagrożenia dla zdrowia), czerwonego (palność substancji), pomarańczowego (zagrożenia fizyczne) i białego (środki ochrony osobistej). Na pierwszych trzech paskach umieszczone są oznaczenia cyfrowe określające stopień zagrożenia („0” – brak zagrożenia; „4” – największe zagrożenie). Na niebieskim pasku umieszcza się dodatkowo asterysk, jeśli substancja może powodować chroniczne zagrożenie dla zdrowia. Biały pasek określa środki ochrony osobistej w pracy z daną substancją.
HMIS jest podobny do standardu NFPA 704 wprowadzonego przez Narodowe Stowarzyszenie Ochrony Przeciwpożarowej (NFPA) dla służb ratunkowych do szybkiej identyfikacji zagrożeń. Większość różnic między tymi systemami wynika więc z tego, że HMIS przygotowany został głównie dla pracowników mających kontakt z niebezpiecznymi substancjami.

## Oznaczenia
| Zdrowie | Zdrowie | Palność | Palność |
| --- | --- | --- | --- |
| Symbol | Znaczenie | Symbol | Znaczenie |
| 0 | Substancja nie stwarza zagrożenia dla zdrowia.                                                                                               | 0 | Substancja jest niepalna. |
| 1 | Substancja może powodować podrażnienie lub nieznaczne odwracalne skutki dla zdrowia.                                                         | 1 | Substancja musi zostać silnie ogrzana, aby uległa zapłonowi. Temperatura zapłonu powyżej 93 °C.                                                                 |
| 2 | Substancja może powodować czasowe lub niewielkie skutki dla zdrowia.                                                                         | 2 | Substancja musi zostać ogrzana lub wystawiona na wysoką temperaturę, aby uległa zapłonowi. Temperatura zapłonu pomiędzy 38 a 93 °C.                             |
| 3 | Substancja może powodować poważne skutki dla zdrowia, jeśli odpowiednie działania i leczenie nie zostaną natychmiastowo podjęte.             | 3 | Substancja palna w normalnych warunkach. Temperatura zapłonu poniżej 23 °C przy temperaturze wrzenia powyżej 38 °C lub temperatura zapłonu pomiędzy 23 a 38 °C. |
| 4 | Substancja może powodować poważne i trwałe skutki dla zdrowia, jak również śmierć.                                                           | 4 | Substancja zdolna do nagłego zapłonu w kontakcie z powietrzem. Temperatura zapłonu poniżej 23 °C przy temperaturze wrzenia poniżej 38 °C.                       |
| Asterysk (﹡) symbolizuje chroniczne zagrożenie dla zdrowia. Różnice pomiędzy HMIS a NFPA 704 polegają na innych procedurach oceny zagrożeń. | Asterysk (﹡) symbolizuje chroniczne zagrożenie dla zdrowia. Różnice pomiędzy HMIS a NFPA 704 polegają na innych procedurach oceny zagrożeń. | W wersjach I i II, systemy HMIS i NFPA 704 były w tej części identyczne. Wersja III opiera kryteria palności substancji na podstawie standardów OSHA. | W wersjach I i II, systemy HMIS i NFPA 704 były w tej części identyczne. Wersja III opiera kryteria palności substancji na podstawie standardów OSHA.           |

| Zagrożenia fizyczne | Zagrożenia fizyczne |
| --- | --- |
| Symbol | Znaczenie |
| 0 | Substancja jest stabilna w normalnych warunkach, także pod działaniem otwartego ognia. Nie reaguje z wodą, nie ulega polimeryzacji, rozkładowi, kondensacji i innym spontanicznym reakcjom. Nie jest wybuchowa.                                                                                |
| 1 | Substancja jest stabilna w normalnych warunkach, jednak może stać się niestabilna w warunkach wysokiej temperatury i ciśnienia. Może ulegać niegwałtownej reakcji z wodą lub niebezpiecznej polimeryzacji wobec braku inhibitorów.                                                             |
| 2 | Substancja jest niestabilna i może ulegać gwałtownym reakcjom w warunkach normalnej temperatury i ciśnienia z niewielkim ryzykiem wybuchu. Może reagować gwałtownie z wodą lub tworzyć nadtlenki w kontakcie z powietrzem.                                                                     |
| 3 | Substancja może tworzyć mieszaniny wybuchowe z powietrzem i jest zdolna do detonacji lub wybuchu w obecności silnego czynnika inicjującego. Może ulegać polimeryzacji, rozkładowi lub innym niebezpiecznym reakcjom w warunkach normalnej temperatury i ciśnienia ze średnim ryzykiem wybuchu. |
| 4 | Substancja może wybuchać w kontakcie z wodą oraz ulegać wybuchowej polimeryzacji, rozkładowi lub innym reakcjom w normalnych warunkach temperatury i ciśnienia. |
| W wersjach I i II, systemy HMIS i NFPA 704 były w tej części identyczne (oznaczone kolorem żółtym i nazwą Reaktywność). Wersja III opiera kryteria zagrożeń fizycznych na podstawie standardów OSHA. | |

| Ochrona osobista                                                                   | Ochrona osobista | Ochrona osobista | Ochrona osobista | Ochrona osobista | Ochrona osobista | Ochrona osobista | Ochrona osobista | Ochrona osobista | Ochrona osobista | Ochrona osobista | Ochrona osobista |
| ---------------------------------------------------------------------------------- | ---------------- | ---------------- | ---------------- | ---------------- | ---------------- | ---------------- | ---------------- | ---------------- | ---------------- | ---------------- | ---------------- |
| Środek ochrony                                                                     | Symbol           | Symbol           | Symbol           | Symbol           | Symbol           | Symbol           | Symbol           | Symbol           | Symbol           | Symbol           | Symbol           |
| Środek ochrony                                                                     | A                | B                | C                | D                | E                | F                | G                | H                | I                | J                | K                |
| okulary ochronne                                                                   | +                | +                | +                |                  | +                | +                | +                |                  | +                |                  |                  |
| okulary przeciwchemiczne                                                           |                  |                  |                  |                  |                  |                  |                  | +                |                  | +                |                  |
| maska ochronna                                                                     |                  |                  |                  | +                |                  |                  |                  |                  |                  |                  |                  |
| rękawice ochronne                                                                  |                  | +                | +                | +                | +                | +                | +                | +                | +                | +                | +                |
| fartuch ochronny                                                                   |                  |                  | +                | +                |                  | +                |                  | +                |                  | +                |                  |
| kombinezon ochronny                                                                |                  |                  |                  |                  |                  |                  |                  |                  |                  |                  | +                |
| maska przeciwpyłowa                                                                |                  |                  |                  |                  | +                | +                |                  |                  | +                | +                |                  |
| maska przeciwgazowa                                                                |                  |                  |                  |                  |                  |                  | +                | +                | +                | +                |                  |
| kaptur ochronny                                                                    |                  |                  |                  |                  |                  |                  |                  |                  |                  |                  | +                |
| obuwie ochronne                                                                    |                  |                  |                  |                  |                  |                  |                  |                  |                  |                  | +                |
| Symbole L–Z (zazwyczaj X) oznaczają środki ochrony specyficzne dla danego miejsca. |                  |                  |                  |                  |                  |                  |                  |                  |                  |                  |                  |